# Fuser (Unix)

Unix命令fuser用于显示哪些进程正在使用给定的文件、文件系统或unix套接字。例如，要查看访问USB驱动器的进程ID及其用户：
```
$ 
fuser
 
-m
 
-u
 
/mnt/usb1

/mnt/usb1:   1347c(root)  1348c(guido)  1349c(guido)

```

该命令显示使用指定文件或文件系统进程的进程标识符。在默认的显示模式下，每个文件名后跟一个字母，表示访问类型：
c当前目录。
e正在运行的可执行文件。
f打开的文件。
F打开的写入文件。
r根目录。
mmmap的文件或共享库
该命令还可以用来检查哪些进程正在使用网络端口：
```
$ 
fuser
 
-v
 
-n
 
tcp
 
80

                     USER        PID ACCESS COMMAND

80/tcp:              root       3067 F.... (root)httpd

                     apache     3096 F.... (apache)httpd

                     apache     3097 F.... (apache)httpd

```

如果没有访问任何文件或发生致命错误，该命令将返回非零代码。如果至少有一次访问成功，则返回零。“fuser”的输出可能有助于诊断尝试卸载文件系统时产生的“资源繁忙”消息。

## 选项
-k杀死所有访问文件的进程。例如，fuser -k /path/to/your/filename会杀死所有访问此目录的进程而无需确认。使用-i在操作前进行确认
-i交互模式。杀死进程前提示
-v详细模式
-u显示用户名
-a显示所有文件
-mname指定已挂载的文件系统或块设备上的文件。列出所有访问该文件系统上文件的进程。如果指定了目录文件，将自动更改为name/.，即是可能挂载在此目录中的任何文件系统。
另外，请注意-k将向进程发送SIGKILL。使用-signal发送不同的信号。有关fuser支持的信号列表，运行“fuser -l”。

## 相关命令
- 所有打开的文件及其打开的进程列表都可以通过lsof命令获得。
- BSD操作系统上的等价命令是fstat(1)